# Jeongjong (Joseon)
Jeongjong (koreanisch: 정종) (* 18. Juli 1357, Joseon; † 15. Oktober 1419, ebenda) war während seiner Regierungszeit von 1398 bis 1400 der 2. König der Joseon-Dynastie (조선 왕조) (1392–1910) in Korea.

## Leben
Yi Bang-gwa (이방과) war der zweite von acht Söhnen von König Yi Seong-gye (이성계), der unter dem Namen Taejo (태조) als Gründer der Joseon-Dynastie in die koreanische Geschichte eingegangen ist. Als Taejo seinen jüngsten Sohn als Nachfolger für den Thron vorgeschlagen hatte, brach Streit unter seinen Söhnen aus, der dazu führte, dass Yi Bang-won (이방원), Taejos fünfter Sohn, der unzufrieden mit seines Vaters Politik und seiner Entscheidung bezüglich der Thronfolge war, rebellierte und seine beiden Halbbrüder Yi Bang-Seok (이방석) und Yi Bang-Beon (이방번) tötete. König Taejo, außer sich wegen der Tat, dankte vorzeitig ab und übergab Yi Bang-gwa, der sich als Vermittler in den Konflikten am Hofe ausgezeichnet hatte und nach dem Tod seines älteren Bruders der eigentliche reguläre Thronfolger war, den Thron, den er am 14. Oktober 1398 als König Jeongjong bestieg.
Wegen der blutigen Auseinandersetzungen am Hofe verlegt Jeongjong die Hauptstadt des Landes zurück nach Gaegyeong (개경), von der zuvor sein Vater die Hauptstadt nach seiner Inthronisierung nach Hanyang (한양) gelegt hatte. Hohe Beamte des Staates folgten ihm, doch die Hälfte der Bediensteten blieb in Hanyang. Jeongjong versuchte damit zu unterstreichen, dass er willens war, den Staat zur Sicherheit von zwei Zentren aus zu regieren.
Yi Bang-won gewann am Hofe zunehmend Einfluss und nötigte nach einer weiteren blutigen Auseinandersetzung mit seinem älteren Bruder Yi Bang-Gan (이방간) seinen Bruder Yi Bang-gwa, den Thron an ihn abzutreten, was dieser dann auch durch Verzicht auf den Thron am 28. November 1400 tat.
In seiner kurzen Regierungszeit änderte Jeongjong nichts an dem Regierungsstil, den er von seinem Vater übernommen hatte. So ging er ebenfalls restriktiv gegen die buddhistischen Tempel im Lande vor und versuchte neokonfuzianisches Denken zu etablieren.